# Marco Ehmann
Marco Ehmann (Spaichingen, 3 agosto 2000) è un calciatore tedesco naturalizzato rumeno, difensore dello Stal Mielec.

## Carriera

### Club
Nato a Spaichingen in Germania, milita nei settori giovanili di Reutlingen, Friburgo, Borussia Dortmund e Karlsruhe prima di trasferirsi in Romania nel 2018 alla Dinamo Bucarest. Nel febbraio 2018 viene ceduto in prestito al Farul Costanza con cui debutta fra i professionisti il 2 marzo in occasione dell'incontro di Liga II perso 2-1 contro lo Sportul Snagov; termina la stagione con 14 presenze complessive.
Nel luglio del 2019 viene nuovamente ceduto in prestito, questa volta al CSM Reșița; a febbraio 2020 viene richiamato alla base ed il 2 agosto seguente fa il suo esordio con la Dinamo Bucarest in occasione dell'incontro di Liga I vinto 2-1 contro il Voluntari.

### Nazionale
Ha giocato nella nazionale rumena Under-19.

## Statistiche
Statistiche aggiornate al 23 ottobre 2021.

### Presenze e reti nei club
| Stagione        | Squadra         | Campionato      | Campionato | Campionato | Coppe nazionali | Coppe nazionali | Coppe nazionali | Coppe continentali | Coppe continentali | Coppe continentali | Altre coppe | Altre coppe | Altre coppe | Totale | Totale | Totale |
| Stagione        | Squadra         | Comp            | Pres       | Reti       | Comp            | Pres            | Reti            | Comp               | Pres               | Reti               | Comp        | Pres        | Reti        | Pres   | Reti   |        |
| --------------- | --------------- | --------------- | ---------- | ---------- | --------------- | --------------- | --------------- | ------------------ | ------------------ | ------------------ | ----------- | ----------- | ----------- | ------ | ------ | ------ |
| feb.-giu. 2019  | Farul Costanza  | L2              | 14         | 0          | CR              | 0               | 0               |                    | -                  | -                  |             | -           | -           | 14     | 0      |        |
| 2019-gen. 2020  | CSM Reșița      | L2              | 17         | 2          | CR              | 1               | 0               |                    | -                  | -                  |             | -           | -           | 18     | 2      |        |
| gen.-ago. 2020  | Dinamo Bucarest | L1              | 2          | 0          | CR              | 0               | 0               |                    | -                  | -                  |             | -           | -           | 2      | 0      |        |
| 2020-2021       | Dinamo Bucarest | L1              | 17         | 0          | CR              | 1               | 0               |                    | -                  | -                  |             | -           | -           | 18     | 0      |        |
| 2021-2022       | Dinamo Bucarest | L1              | 6          | 0          | CR              | 0               | 0               |                    | -                  | -                  |             | -           | -           | 6      | 0      |        |
| Totale carriera | Totale carriera | Totale carriera | 56         | 2          |                 | 2               | 0               |                    | -                  | -                  |             | -           | -           | 58     | 2      |        |